# Автошлях N10 (ПАР)
Автошлях N10 — національний маршрут у Південній Африці, що з'єднує Гкеберху на східно-капському узбережжі з намібійським кордоном у Накопі через Крадок, Де Аар і Апінгтон.

## Маршрут

### Північний Кейп
N10 починається в Накопі в Північній Капській провінції, на кордоні з Намібією. З боку Намібії дорога відома як шлях B3. Він починається зі сходу на 130 км до міста Апінгтон. Після перетину з R360 (що забезпечує коротший і швидший маршрут на південь до центральної частини міста Апінгтон), N10 продовжує рух на схід до в’їзду в аеропорт Апінгтон (т-подібне перехрестя), де повертає на південь і в’їжджає в центр міста Апінгтон, щоб зустрітися з Знову 360 р. На перехресті Бруг-стріт N10 зустрічається з N14, і вони йдуть одночасно на Бруг-стріт на південний схід. На перетині зі Скотт Стріт N14 повертає на схід, а N10 повертає на південь, щоб перетнути Оранжеву річку.
Від Апінгтона N10 слідує за Оранжевою річкою 114 км на схід-південний схід, через Grootdrink, до міста Groblershoop, де він зустрічається з західним кінцем Національної траси N8 від Кімберлі. Від перехрестя N8, N10 продовжує рухатися за Оранжевою річкою на південний схід протягом 133 км, через Мерідейл, до міста Прієска.

### Східний Кейп
Маршрути N9 і N10 є однією дорогою на південь протягом 24 кілометрів до міста Мідделбург (в обхід центру міста зі сходу), а потім розділяються на південь від центру міста, де N10 продовжує рух на південний схід. N10 продовжує рух на південний схід протягом 95 кілометрів, перетинаючи річку Грейт-Фіш і слідуючи за нею до міста Крадок, де зустрічається з дорогою R61. R61 і N10 в’їжджають у місто як одна дорога, знову перетинають Велику рибну річку, повертають на південь на вулицю JA Calata, потім на схід на вулицю Комісар, потім на південний схід на госпітальну вулицю, перш ніж розділятися на північ від передмістя Лінгеліхле. Від Крадока N10 продовжує рух на південь 80 км як Daggaboers Nek, все ще слідуючи Great Fish River, до міста Cookhouse. Перед Cookhouse вона зустрічається з дорогою R63, і вони є однією дорогою до Cookhouse, перш ніж розділити на схід від центру міста.